# Desmonus inordinatus
Desmonus inordinatus är en mångfotingart som beskrevs av Ottis Robert Causey 1958. Desmonus inordinatus ingår i släktet Desmonus och familjen Sphaeriodesmidae. Inga underarter finns listade i Catalogue of Life.